# Albert Marre
Albert Marre, all'anagrafe Albert Eliot Moshinsky (New York, 20 settembre 1924 – New York, 4 settembre 2012) è stato un regista teatrale statunitense.

## Biografia
Nato a New York, Albert Marre studiò all'Oberlin College e, dopo aver servito in marina, studiò legge all'Harvard Law School. Qui, si avvicinò al teatro recitando nella compagnia filodrammatica dell'ateneo, dove conobbe la futura moglie Jan Ferrand.
Nel 1950 fece il suo debutto a Broadway come attore e assistente regista nella commedia della Restaurazione The Relapse. Successivamente lavorò solo come regista e produttore teatrale, cominciando con il dirigere una serie di classici come Pene d'amor perdute e Il mercante di Venezia nel 1953 e la prima statunitense de Il giardino di gesso nel 1956. Nel 1965 ottenne il suo più grande successo quando diresse il musical Man of La Mancha nell'Off Broadway e poi a Broadway, dove rimase in cartellone ininterrottamente per oltre cinque anni e valse a Marre il Tony Award alla miglior regia di un musical. Successivamente ne diresse altri due revival a Broadway nel 1972 e nel 1977. Nel 1976 fece il suo debutto come librettista per il musical Home Sweet Homer, una rivisitazione dell'Odissea con Yul Brinner nel ruolo di Ulisse e la regia di Marre; il musical fu un flop e chiuse i battenti la sera della prima. Fu attivo come regista anche sulle scene di Los Angeles e Londra.

## Vita privata
Dopo un primo matrimonio con Jan Ferrand, Marre si risposò con Joan Diener nel 1956, da cui ebbe i due figli Jennifer e Adam. Dopo la morte della donna nel 2006, nel 2009 si risposò con Mimi Turque, che rimase sua moglie fino alla morte di Marre nel 2012.